# Краснобрюхая горихвостка
Краснобрю́хая горихво́стка (лат. Phoenicurus erythrogastrus) — небольшая певчая птица из рода горихвосток, семейства мухоловковых. Один из самых крупных видов горихвосток.

## Описание
Длина тела птицы 18 см, масса 21—29 грамм. Взрослый самец сверху черный, за исключением белой короны, белого пятна на крыле и оранжево-красного хвоста; внизу горло и верхняя часть груди черные, а остальная часть нижней части насыщенно-оранжево-красная. Самка и неполовозрелый самец коричневые сверху и оранжево-желтые снизу, с оранжево-красным хвостом. Краснобрюхая горихвостка летом питается насекомыми, а зимой поедает ягоды, в частности, облепиху.

## Ареал
Встречается в высокогорьях юго-западной и центральной Палеарктики на Кавказе, в Каракоруме, Памире, Гималаях, Тянь-Шане, Алтае, в Афганистане, Армении, Азербайджане, Бутане, Китае, Грузии, Индии, Иране, Казахстане, Монголии, Непале, Пакистане, России, Таджикистане, Туркмении и Узбекистане.
Гнездится по высокогорьям, на высотах 2000—3000 м над уровнем моря, вблизи ледников, отвесных скал и около каменных россыпей в альпийском поясе, обычно в местах, где высокогорная тундра переходит в альпийские луга, на которых птицы кормятся.

## Охранный статус
В местах гнездования малоуязвимый вид и особых мер по сохранению не требуется. Однако во время миграций возможна гибель птиц по разным причинам. Вид занесён в Красную книгу Республики Хакасия.
Подлежит охране как крайне редкий вид южных районов Красноярского края.